# پوتشاتکی
پوتشاتکی (به چکی: Počátky) یک منطقهٔ مسکونی و شهرستان دارای شهرک سابقاً روستا در جمهوری چک است که در ناحیه پلهریموو واقع شده‌است. پوتشاتکی ۲٬۶۴۹ نفر جمعیت دارد.

## خواهرخوانده
شهر Konolfingen خواهرخواندهٔ پوتشاتکی هست.